# 4-Chlorbenzonitril
4-Chlorbenzonitril ist eine chemische Verbindung aus der Gruppe der Nitrile. Sie ist eine der drei isomeren Chlorbenzonitrile.

## Gewinnung und Darstellung
4-Chlorbenzonitril kann durch Reaktion von 4-Chlorbenzaldehydoxim mit N-(p-Toluolsulfonyl)imidazol gewonnen werden.
Ebenfalls möglich ist die Synthese aus dem entsprechenden Aldehyd mit Ammoniak.
Industriell wird die Verbindung durch Ammonoxidation von 4-Chlortoluol gewonnen.

## Eigenschaften
4-Chlorbenzonitril ist ein brennbarer, schwer entzündbarer, kristalliner, weißer bis gelblicher Feststoff mit bittermandelartigem Geruch, der sehr schwer löslich in Wasser ist.

## Verwendung
4-Chlorbenzonitril wird zur Herstellung von Amiden verwendet. Es wird auch zur Herstellung eines roten Pigments für Kunststoffe und als Zwischenprodukt für Farbstoffe und pharmazeutische Wirkstoffe verwendet.

## Externe Links zu erwähnten Verbindungen
1. ↑  Externe Identifikatoren von bzw. Datenbank-Links zu 4-Chlorbenzaldehydoxim:  CAS-Nr.: 3848-36-0, PubChem: 5356407, Wikidata: Q82227883.
2. ↑  Externe Identifikatoren von bzw. Datenbank-Links zu N-Tosylimidazol:  CAS-Nr.: 2232-08-8, EG-Nr.: 218-771-9, ECHA-InfoCard: 100.017.066, PubChem: 75219, Wikidata: Q72495292.